# Триоксиметилен

Структурна формула тріоксану

Тріоксиметилен, тріоксан — органічні сполука, тример формальдегіду [—CH2O—]3. Безбарвні з характерним запахом кристали, Tпл 61—62 °С, Tкип 114—115 °C, густина 1,17 г/см³ (63 °С). Тріоксиметилен добре розчиняється в багатьох органічних розчинниках, з водою утворює азеотропну суміш, що кипить при 91 °C (вміст тріоксиметилену 70 %). Отримують нагріванням 50—55%-ного водного розчину формальдегіду з 2%-ній сульфатною кислотою. При 150—180 °С тріоксиметилен повністю розкладається на формальдегід, що використовується для отримання останнього в чистому вигляді.